# Samuel Villamizar
Samuel Villamizar (San Cristóbal, ) es un ex-ciclista profesional venezolano, actualmente se desarrolla como director deportivo de la Lotería del Táchira.
Compitió en la Vuelta al Táchira, representó a Venezuela en los Juegos Panamericanos y Juegos Bolivarianos, además de estar en otras competiciones nacionales.

## Palmarés
1986
- 2º en Clasificación General Final Clásico Virgen de la Consolación de Táriba  Venezuela
- 2º en Clasificación General Final Vuelta Independencia Nacional  República Dominicana
- 3º en Clasificación General Final Vuelta al Táchira  Venezuela
- 5º en 3ª etapa Clásico RCN, Cali  Colombia

1989
- 3º en Clasificación General Final Vuelta al Estado Portuguesa  Venezuela

1991
- 1º en Prólogo Vuelta al Táchira  Venezuela
- 4º en Juegos Panamericanos de 1991 La Habana  Cuba

## Equipos como atleta
- 1986  Lotería del Táchira
- 1991  Selección Nacional de Venezuela

## Equipos como director deportivo
- 2005  Expresos Los Occidente
- 2006  Pdvsa Indeportes Mérida
- 2007  Inversiones Alexander
- 2008 - Act.  Lotería del Táchira